# Tetraloniella
Tetraloniella ist eine traditionelle Gattung der Bienen (Familie Apidae), zu Deutsch Langhornbienen. Diese Gattung wird nach neueren phylogenetischen Untersuchungen jedoch zu Eucera gestellt, sie gilt als Synonym von Tetralonia. Sie wird aber von verschiedenen Autoren (noch) als eigene Gattung angesehen. Zumindest bei den einheimischen Arten unterscheiden sich die Arten von Tetraloniella von den meisten anderen Arten der Gattung Eucera dadurch, dass diese drei Cubitalzellen (Eucera s. str. zwei Cubitalzellen) haben.
Weltweit sind über 120 Arten von Tetraloniella beschrieben, viele davon in der Neuen Welt.
Nach der Revision durch Achik Dorchin und Kollegen auf genetischer und morphologischer Basis ist die Gattung Tetraloniella, wie traditionell aufgefasst (zum Beispiel in Micheners Standardwerk Bees of the World, dieser hatte allerdings bereits Paraphylie vermutet) keine monophyletische Einheit. Die paläarktischen Arten der früheren Gattung bilden, vermischt mit Arten der früheren Gattung Tetralonia, eine paraphyletische Ansammlung basal zu den meisten anderen Arten der Tribus Eucerini, darunter mit Tetralonia malvae die Typusart dieser Gattung. Xenoglossa, Peponapis und Cemolobus waren zwar selbst monophyletisch, aber eingeschachtelt in eine paraphyletische Tetralonia. Das morphologische Schlüsselmerkmal, die Anzahl der Cubitalzellen, erwiese sich als hochgradig homoplastisch und zur Gattungsdiagnose nicht verwendbar. Die Autoren konnten eine Klade aus paläarktischen Arten der ehemaligen Gattungen Tetralonia, Tetraloniella und Eucera identifizieren, die sie als neu abgegrenzte Untergattung Tetralonia der Gattung Eucera vorschlugen. Andere Tetraloniella-Arten gehörten anderen Kladen an. Dieser Gattungsname muss daher, den Ergebnissen zufolge, aufgegeben werden.

## Einheimische Arten
(Aufgelistet nach Scheuchl & Willner, jedoch gültige Namen fett.)
Tetraloniella alticincta = Eucera alticincta (D, A, CH)
Tetraloniella dentata = Eucera dentata (D, A, CH)
Tetraloniella fulvescens = Tetralonia dufourii = Eucera fulvescens (A, CH)
Tetraloniella graja = Tetralonia graja = Eucera graja (CH)
Tetraloniella inulae = Tetralonia inulae = Eucera inulae (A, CH)
Tetraloniella nana = Eucera nana (A)
Tetraloniella pollinosa = Eucera pollinosa (A, CH)
Tetraloniella salicariae = Tetralonia salicariae = Eucera salicariae (D, A., CH)